# Survivre et vivre
Survivre, renommé par la suite Survivre et vivre, est un groupe politique fondé le 27 juillet 1970 à Montréal par Claude Chevalley, Alexandre Grothendieck et Pierre Samuel, tous trois mathématiciens reconnus. Le groupe est très influencé par le mouvement hippie américain, le pacifisme et l'écologie. D'août 1970 à juin 1975, il publie la revue Survivre… et vivre,.

## Présentation
Son but, comme l'explique Alexandre Grothendieck, est 

« la lutte pour la survie de l'espèce humaine, et même de la vie tout court, menacée par le déséquilibre écologique croissant causé par une utilisation indiscriminée de la science et de la technologie et par des mécanismes sociaux suicidaires, et menacée également par des conflits militaires liés à la prolifération des appareils militaires et des industries d'armement. »

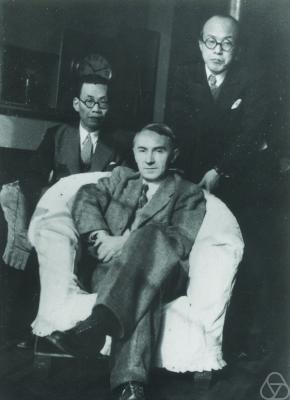
Claude Chevalley.
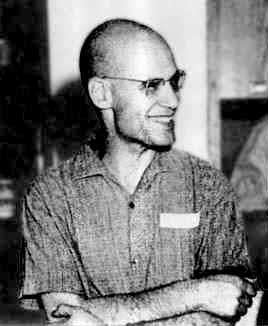
Alexandre Grothendieck.

Très visionnaire, le groupe disparaît dans le milieu des années 1970, ses membres se dispersant, ou rejoignant des groupes plus politiquement engagés, voire des revues comme La Gueule ouverte.

## Revue
La revue paraît d'abord mensuellement à partir d'août 1970, puis annonce un rythme bimestriel à partir de juin 1971, et enfin passe à un rythme plus irrégulier jusqu'en juin 1975 pour son ultime numéro 19.
- Survivre, numéro 1, août 1970, 41 p.
- Survivre, numéro 2/3, septembre/octobre 1970, 39 p.
- Survivre, numéro 4, novembre 1970, 24 p.
- Survivre, numéro 5, décembre 1970, 24 p.
- Survivre, numéro 6, janvier 1971, 26 p.
- Survivre, numéro 7, février-mai 1971, 30 p.
- Survivre, numéro 8, juin-juillet 1971, 32 p., première couverture illustrée
- Survivre… et vivre, numéro 9, août-septembre 1971, 39 p.
- Survivre… et vivre, numéro 10, octobre-novembre 1971, 41 p.
- Survivre… et vivre, numéro 11, mars 1972, 40 p.
- Survivre… et vivre, numéro 12, juin 1972, 41 p.
- Survivre… et vivre, numéro 13, août-septembre 1972,
- Survivre… et vivre, numéro 14, octobre-novembre 1972, 48 p.
- Survivre… et vivre, numéro 15, janvier-février 1973, 32 p.
- Survivre… et vivre, numéro 16, juin 1973, 40 p.
- Survivre… et vivre, numéro 17, hiver 1973, 48 p.
- Survivre… et vivre, numéro 18, courant 1974
- Survivre… et vivre, numéro 19, juin 1975, 36 p.

### Rédaction
- Claude Chevalley, directeur de publication[4]
- Alexandre Grothendieck, directeur de publication[4]
- Pierre Samuel, directeur de publication[4]
- Didier Savard, illustrateur, directeur de publication[4]
- Denis Guedj, directeur de publication[4]

Le mathématicien Roger Godement gravitait aussi autour du groupe, ayant notamment présidé la naissance de Survivre et Vivre. Il animait, en relation avec Survivre, un séminaire Science et Société à la Faculté d’Orsay.

### Sources et bibliographie
- Céline Pessis (sous la dir. de Christophe Bonneuil), Les années 1968 et la science : Survivre… et vivre, des mathématiciens critiques à l’origine de l’écologisme (Mémoire en sciences sociales, mention Histoire des sciences, technologies et sociétés), EHESS, Centre Alexandre-Koyré, CRHST, 2009, 234 p. (lire en ligne)
- Céline Pessis (coordination), Survivre et vivre : Critique de la science, naissance de l’écologie (Sciences sociales, Histoire des sciences, technologies et sociétés), Montreuil, Éditions L’échappée, 2014, 480 p. (ISBN 978-2-915830-71-2)